# Hallmark Cards
Pour les articles homonymes, voir Hallmark.
Hallmark Cards est une entreprise américaine de cartes de vœux et d'articles de fête fondée le 10 janvier 1910 par Joyce Hall et basée à Kansas City dans le Missouri.

## Historique

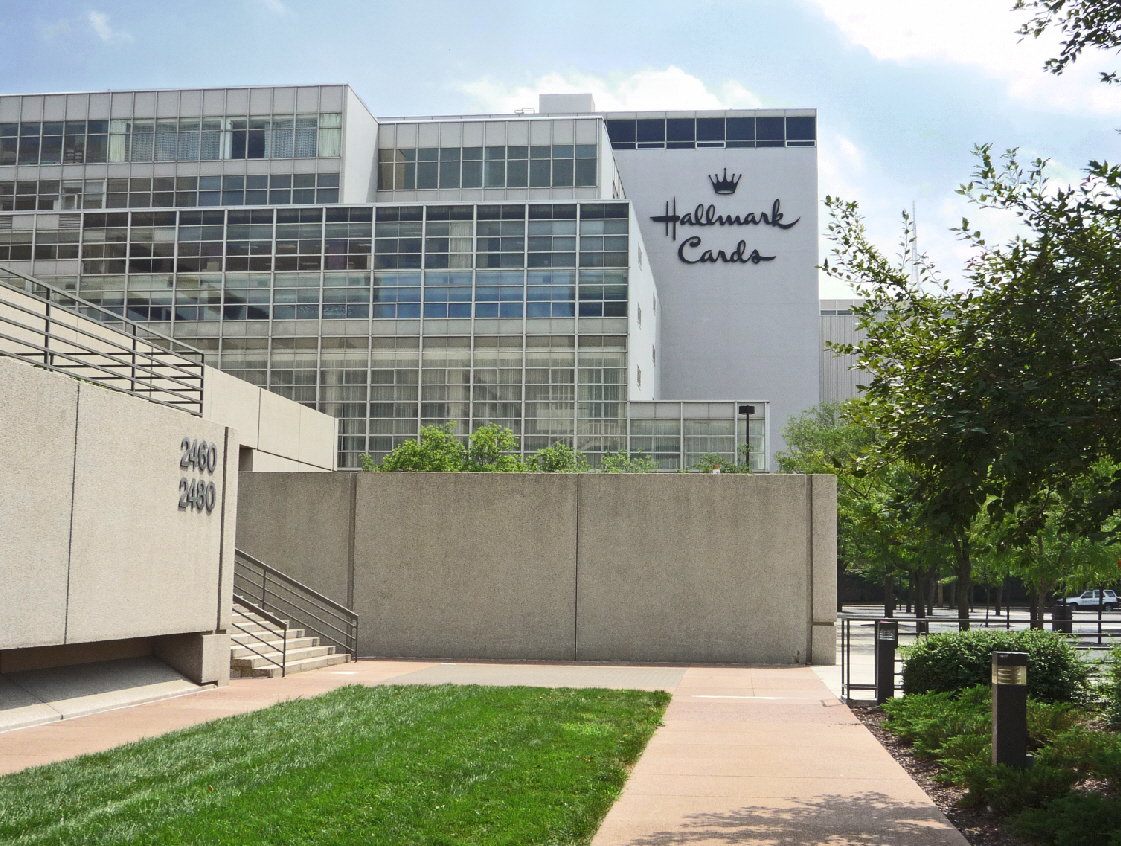
Siège social de Hallmark Cards

En 1931, la société Hall Brothers (depuis Hallmark Cards) obtient quant à elle une licence de Walt Disney Productions pour des cartes de vœux basées sur les personnages du studio.
En 1955, Gibson Greetings récupère la licence des cartes de vœux Disney détenue par Hallmark depuis 1931.
En 1986, la Commission fédérale des communications (FCC, équivalent américain de l'ART) oblige Televisa à vendre sa participation dans le réseau Spanish International Network en raison de lois interdisant la détention par des entreprises étrangères des chaînes américaines. Televisa revend le réseau à Hallmark Cards qui le rebaptise Univision.
En 1992, Hallmark revend Univision à A. Jerrold Perenchio, Venevision et Televisa son ancien propriétaire
En 1994, la société Hallmark Cards achète RHI Entertainment et la renomme en Hallmark Entertainment.
En 2006, les frères Halmi, fondateurs de RHI Entertainment, avec l'aide financière du groupe d'investissement Kelso & Company, rachètent la société Hallmark Entertainment et lui redonnent son nom original.

## Produits et services

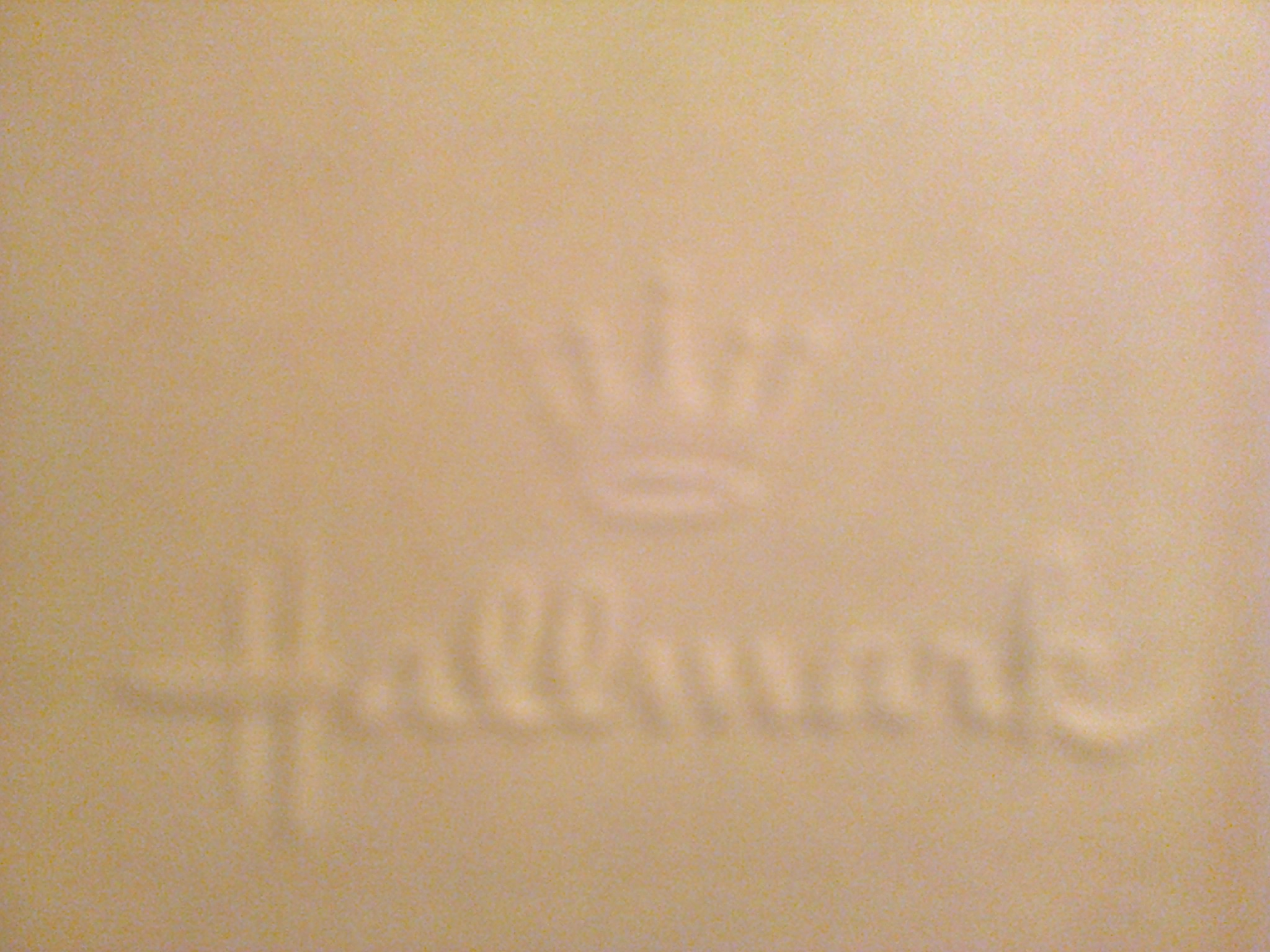
Intérieur d'une enveloppe Hallmark

- Hallmark Channel au travers de Crown Media Holdings